# Чистяков, Иван Дорофеевич
Ива́н Дорофе́евич Чистяко́в (1843—1877) — русский ботаник, возглавлял кафедру морфологии и систематики растений Московского университета с 1870 по 1873 год (профессор с 1871 года) и Ботанический сад университета с 1870 по 1874 год.
Основоположник московской школы эмбриологов и цитологов растений.
Выбившийся из нищеты и доведший себя постоянными лишениями ради науки к 30 годам до чахотки, Чистяков посвятил свои последние годы разгадке роли ядра в процессе деления клетки, одним из первых наблюдал и описал в 1874 году митоз у растений.

## Биография
Родился 10 (22) октября 1843 года в семье штаб-лекаря Моздокского казачьего полка в станице Наурская (Чечня). Детство Чистякова прошло в Сызрани. Учился в Симбирской гимназии, окончив которую в 1862 году, по желанию отца, поступил на историко-филологический факультет Казанского университета, но уже в следующем году перешёл на 1-й курс естественного отделения физико-математического факультета Московского университета. В 1868 году за выпускное сочинение «Семейство каперсовых, крестоцветных, дымянковых и маковых, их отношения друг к другу и место в системе» получил золотую медаль и был оставлен на два года при университете для приготовлений к профессорскому званию. Был учеником Н. Н. Кауфмана, которого и сменил в 1870 году на посту директора Ботанического сада университета. В 1870 году сдал магистерский экзамен и начал преподавать в университете анатомию и физиологию растений в качестве «стороннего преподавателя».
В 1871 году защитил магистерскую диссертацию «Об органогенезисе маковых» и был избран (в марте утверждён) доцентом университета по кафедре ботаники. В отм же году защитил докторскую диссертацию «История развития спорангиев и спор у высших тайнобрачных, пыльников и пыльцы у явнобрачных». В сентябре 1872 года был утверждён экстраординарным профессором и вскоре отправился на 2 года за границу, где занимался анатомией и физиологией клетки; несколько его статей были напечатаны во французских, немецких и итальянских журналах. За границей у него появились первые признаки туберкулёза.
В 1874 году Чистяков открыл процессы равномерного распределения ядерного вещества, наблюдаемые при делении клеток у высших растений (это открытие нередко ошибочно приписывается немецким учёным Э. Страсбургеру и В. Флеммингу). Открытие Чистякова было опубликовано в 1874—1875 годах в ботанических журналах на итальянском и немецком языках и сделалось достоянием учёного мира. Страсбургер, истолковав описанное Чистяковым явление как процесс, с которым связана наследственная передача дочерним клеткам особенностей материнской клетки, пытался приписать себе первенство открытия, но печатные работы Чистякова сохранили приоритет за ним.
Летом 1874 года лечился кумысом в Самаре, осенью приступил к преподаванию в Московском университете, весной 1875 году уехал в Италию на лечение, которое не дало результатов и 3 (15) июня 1877 года он скончался в Москве. Похоронен на Ваганьковском кладбище; могила утрачена.

## Научные труды
- Beiträge zur Entwickelungsgeschichte der Cuticula
- Versuch einer vergleichend-anatomischen Untersuchung des Stengels einiger Lemnaceen
- Matériaux pour servir à l’histoire de la cellule végétale
- Beiträge zur Physiologie der Pflanzenzelle